# Hypomolis aldaba
Hypomolis aldaba là một loài bướm đêm thuộc phân họ Arctiinae, họ Erebidae.